# FC Germinal Gand
FC Germinal Gand was een Belgische voetbalclub uit Gent. De club sloot in 1910 aan bij de KBVB en had geen stamnummer, want die werden pas vanaf 1926 toegekend.
In september 1912 veranderde de club van naam en ging verder als Gentsche Voetbal-en Zwemvereeniging.

## Geschiedenis
In het eerste seizoen, 1910-1911, nam FC Germinal deel aan de competitie in Afdeling III Vlaanderen, wat toen het vierde voetbalniveau was en waar clubs uit Oost- en West-Vlaanderen tegen elkaar uitkwamen.
Een seizoen later was FC Germinal op het derde niveau te vinden, Afdeling II Vlaanderen, reeks A, waarin alle clubs uit Oost-Vlaanderen kwamen, op het tweede elftal van SC Coutraisien na. De andere West-Vlaamse clubs speelden in de B-reeks.
Vier clubs zouden zich kwalificeren voor de Provinciale Eindronde, waarvan de winnaar naar de nationale Bevordering mocht.
FC Ronse werd eerste in reeks A en FC Germinal en het tweede elftal van AA La Gantoise eindigden met gelijke punten op de tweede plaats. Er moest dus een beslissingswedstrijd worden gespeeld op het veld van FC Eendracht Gent. FC Germinal won met 4-0 en plaatste zich zo voor deelname aan de eindronde.
In de eindronde wist FC Germinal geen enkele wedstrijd te winnen en speelde twee keer gelijk, daardoor eindigde men laatste.
Een paar maanden later wijzigde de club zijn naam naar Gentsche Voetbal-en Zwemvereeniging.